# Geografia del New Hampshire

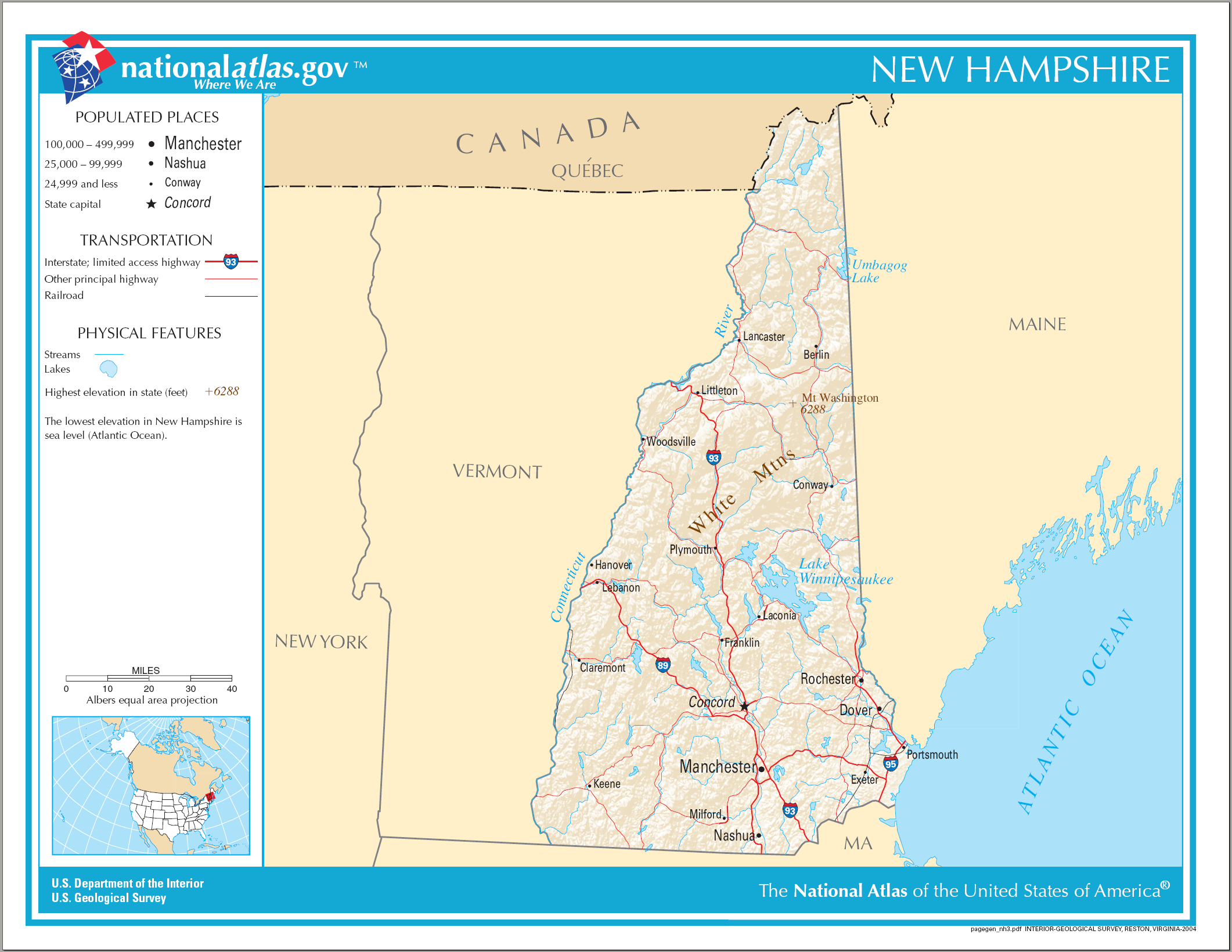
Mappa del New Hampshire.

Il New Hampshire (24.214 km²; 1.330.608 ab.) è uno degli stati che compongono gli Stati Uniti d'America. È uno dei 13 stati originari degli USA ed è situato nel New England, all'estremità dell'angolo nord-orientale del Paese. Confina a nord con la provincia canadese del Québec, a est con il Maine e, per un tratto di 25 km, con l'oceano Atlantico, a sud con il Massachusetts e a ovest con il Vermont. La capitale è Concord, situata nella parte centro-meridionale dello Stato.

## Morfologia

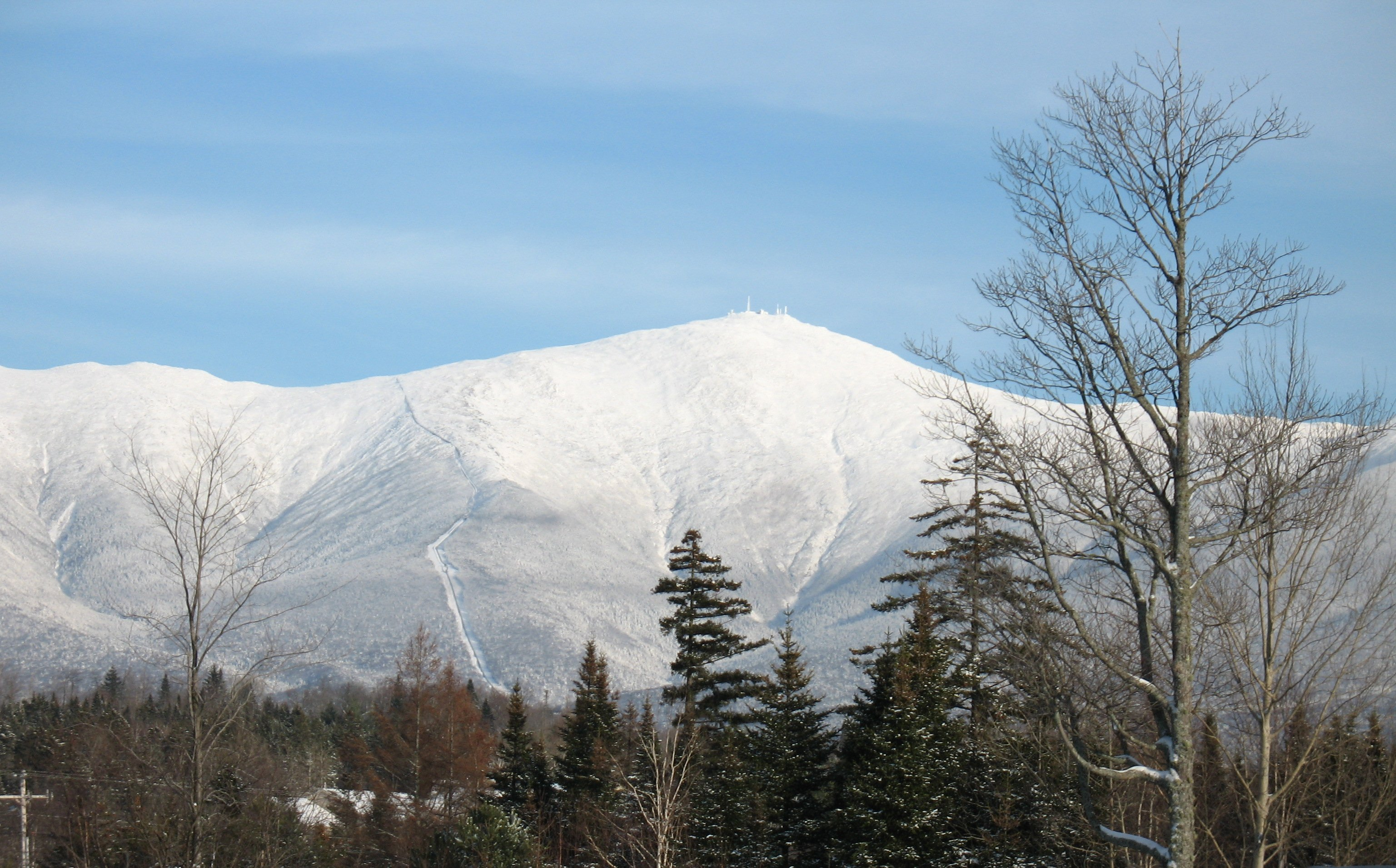
Il monte Washington ammantato di neve.

Le caratteristiche fisiche fondamentali del New Hampshire sono conseguenza dell'ultima era glaciale (che durò approssimativamente da 70.000 a 10.000 anni fa), durante la quale la calotta glaciale del Wisconsin si mosse come un enorme bulldozer attraverso il New England da nord-ovest a sud-est. Enormi quantità di sabbia, limo, argilla e ghiaia furono depositate sotto forma di till glaciali che, nei pressi della città di Greenland, raggiungono uno spessore di 120 m. All'azione dei ghiacciai si deve anche la formazione dei passi di montagna (qui chiamati notches) del New Hampshire - quelli di Crawford, Dixville, Franconia e Pinkham -, nonché dei potholes e dei circhi (profondi bacini dai versanti ripidi tipici delle aree montuose) presenti nello Stato. Ritirandosi, l'enorme calotta di ghiaccio lasciò dietro di sé molti delta e collinette di depositi stratificati. Anche i molti laghi che costellano la campagna del New Hampshire sono il risultato dell'azione glaciale; il maggiore di essi è il lago Winnipesaukee, nella parte centro-orientale dello Stato.

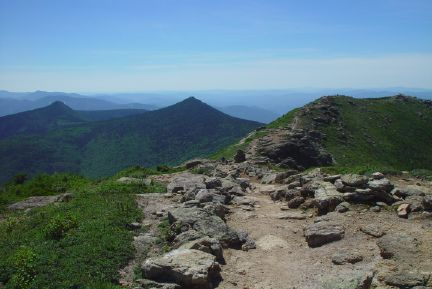
Scorcio delle White Mountains.

Le montagne sono l'elemento più caratteristico del paesaggio del New Hampshire. Vi sono circa 1500 alture classificate, tra le quali alcuni picchi delle White Mountains, che si innalzano oltre i 1500 m. Il più noto tra essi è il monte Washington, che, culminando a 1917 m, è la terza vetta più alta del paese a est del Mississippi. L'altitudine media dello Stato è di circa 300 m.

## Idrografia e suoli

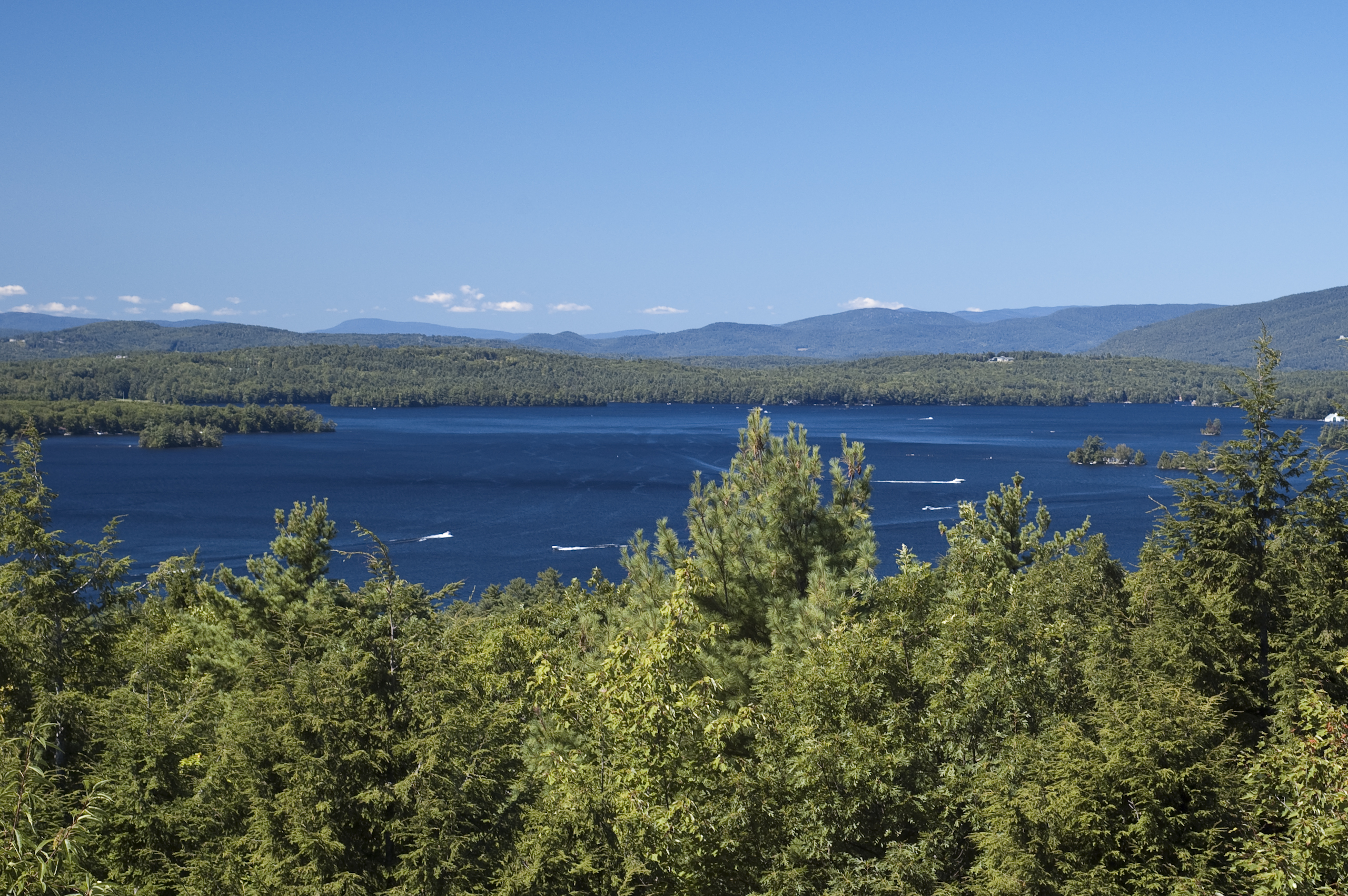
Il lago Winnipesaukee e, sullo sfondo, i monti Ossipee.

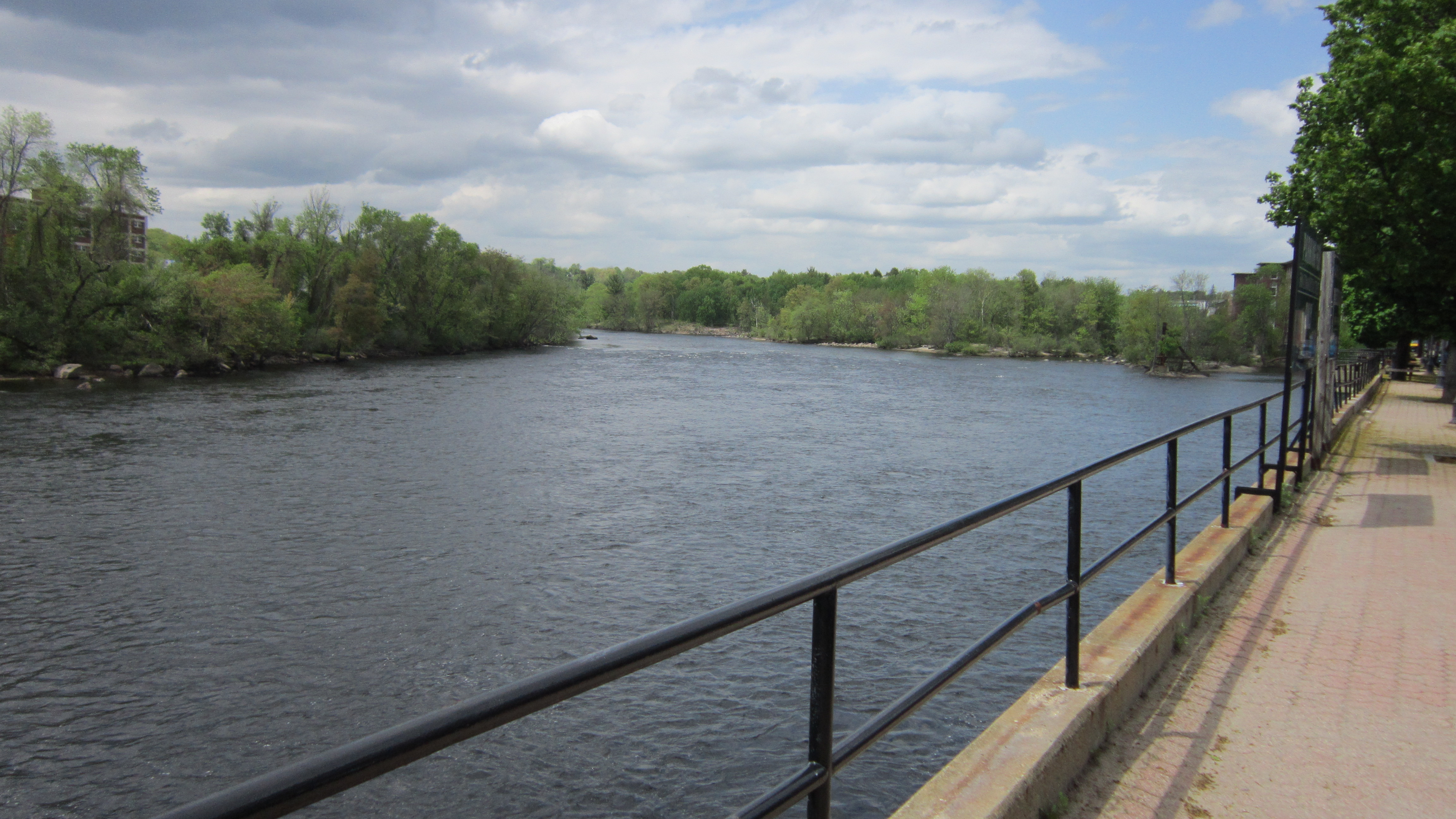
Il fiume Merrimack a Manchester.

Nel New Hampshire vi sono cinque bacini idrografici principali. Il maggiore di essi è quello del fiume Merrimack, nella parte centrale dello Stato. Il secondo per estensione è il bacino idrografico del fiume Connecticut, lungo il confine occidentale. I corsi d'acqua rimanenti apportano le proprie acque ai fiumi Saco, Piscataqua e Androscoggin, noti collettivamente come fiumi costieri, nonché ad alcuni torrenti più piccoli. Lungo questi fiumi vi sono fertili depositi di suoli profondi, ma in generale i suoli dello Stato sono rocciosi, sottili e difficili da coltivare.

## Clima

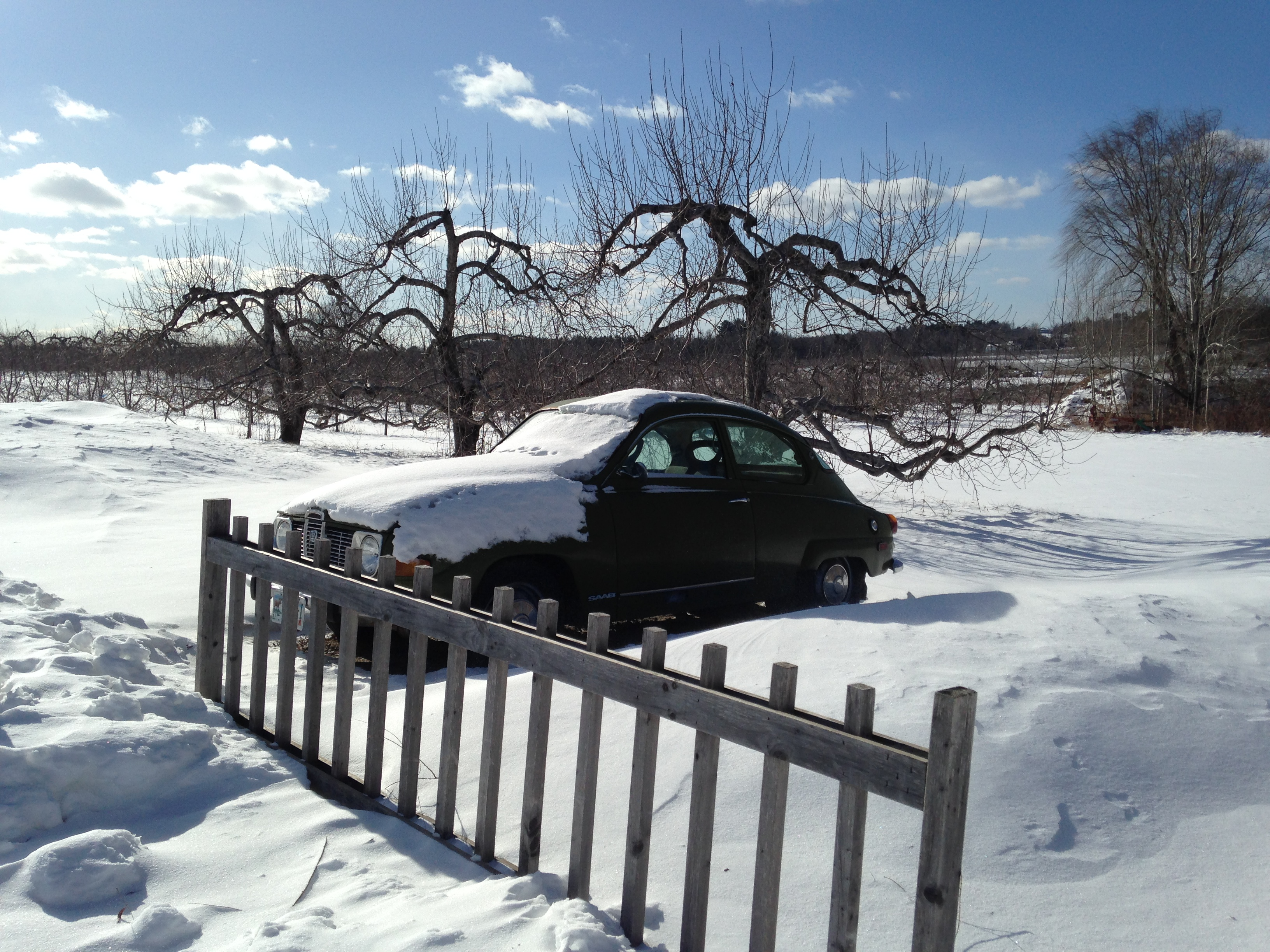
Veduta invernale di un frutteto di mele ad Hollis.

Il clima del New Hampshire è estremamente variabile. In inverno le temperature possono scendere sotto i -18 °C per più giorni consecutivi. Le estati sono relativamente fresche, e la temperatura media annuale si aggira sui 7 °C. Ogni anno, nello Stato, cadono in media 1070 mm di pioggia, distribuiti piuttosto uniformemente nel corso delle stagioni. Sempre ogni anno, cadono circa 1270 mm di neve lungo la costa, che salgono a 2540 mm nelle zone settentrionali e occidentali dello Stato. Le condizioni climatiche più estreme si riscontrano sulla vetta del monte Washington, sito di un noto osservatorio meteorologico. Qui, il 12 aprile 1934, l'osservatorio registrò venti dalla velocità record di 372 km all'ora.

## Flora e fauna

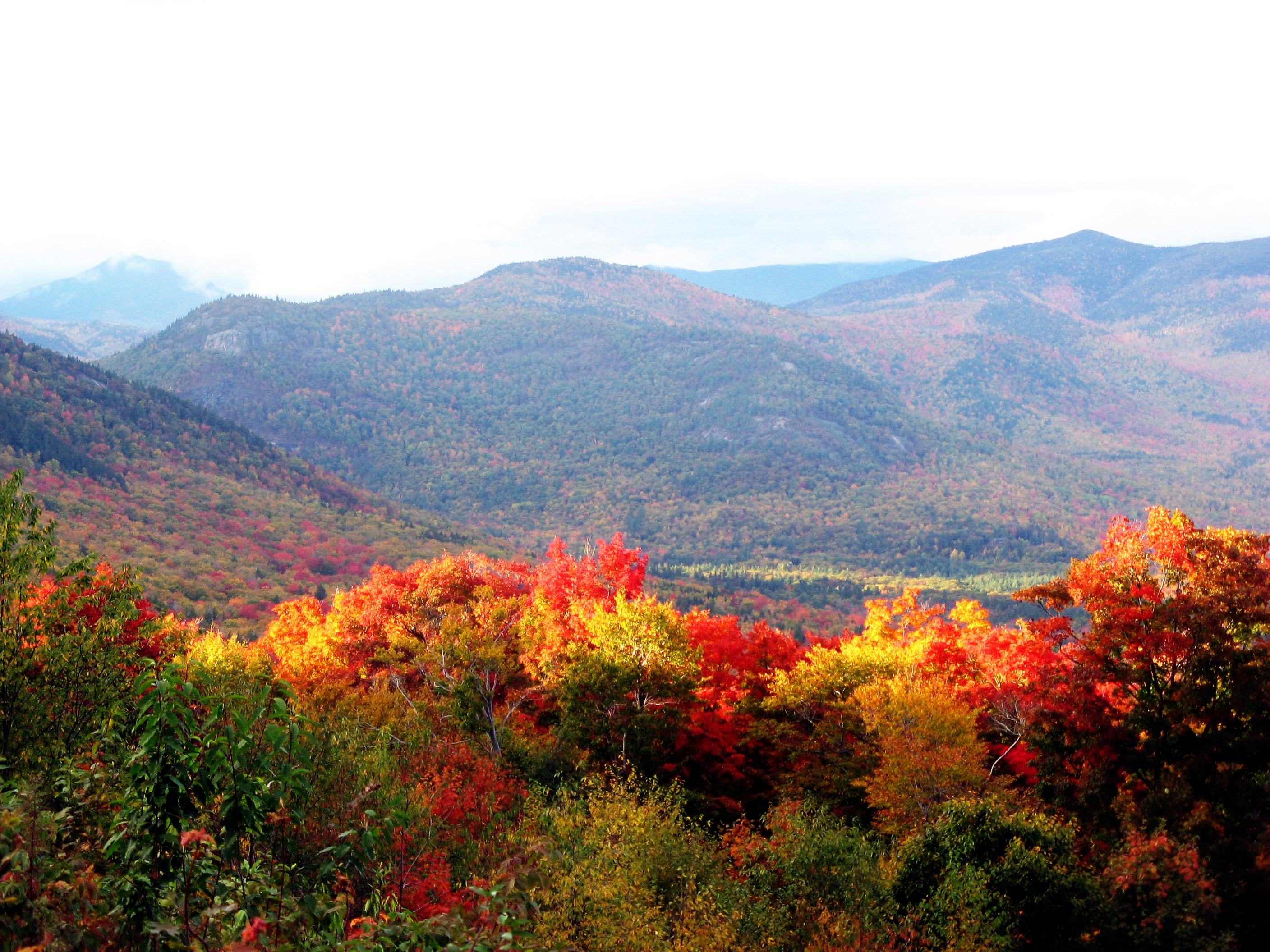
In autunno, le foglie di molti alberi del New Hampshire cambiano colore, attirando molti turisti.

Più dei quattro quinti del New Hampshire sono ricoperti da foreste. Nello Stato crescono spontaneamente la maggior parte degli alberi presenti negli Stati Uniti orientali. La specie di maggior valore economico è sempre stata il pino bianco.
Le aree boschive offrono riparo e nutrimento a una vasta gamma di animali selvatici. I cervi della Virginia sono numerosi ovunque, e l'alce, un tempo divenuto molto raro a causa della perdita dell'habitat, ha fatto ritorno in tutte le regioni dello Stato. La caccia a entrambe le specie, ben regolamentata, viene praticata in ogni periodo dell'anno. I castori, un tempo quasi scomparsi, hanno tratto beneficio da un programma di ripopolamento iniziato negli anni venti e sono nuovamente divenuti numerosi come prima. Gli orsi neri sono relativamente comuni, mentre mammiferi più piccoli come conigli, scoiattoli, procioni, volpi e visoni sono numerosissimi. Molto numerosa è anche l'avifauna, che comprende specie di tetraoni, beccacce, fagiani e anatre. Le stazioni di allevamento dello Stato mantengono i laghi dell'interno e i fiumi sempre ricchi di pesci. Vi è stata molta preoccupazione per gli effetti dell'inquinamento e delle piogge acide sulla vita acquatica, e in tutto il paese sono all'opera rigorosi programmi di conservazione, sia pubblici che privati, per prevenire ulteriori contaminazioni di laghi, torrenti e acque costiere.

## Regioni naturali
Il New Hampshire presenta un certo numero di regioni distinte, ognuna delle quali profondamente radicata nella storia dello Stato. A nord, la regione delle White Mountains, coperta da fitte foreste, è popolare presso gli amanti dell'aria aperta e i turisti sia d'estate che d'inverno. La regione dei laghi intorno al lago Winnipesaukee è una località favorita per campi e villaggi estivi e per gli sport acquatici. La regione costiera, che comprende Portsmouth, Dover, Exeter ed Hampton, presenta molte strutture marittime. La regione centro-meridionale, o Merrimack, circonda Manchester e Nashua ed è il settore più intensamente industrializzato dello Stato. La regione del Dartmouth-lago Sunapee, nella parte centro-occidentale del New Hampshire, è costellata da istituzioni educative e case estive. L'area intorno al monte Monadnock, nell'angolo sud-occidentale dello Stato, è nota per le sue molte piccole industrie e per attrazioni come la MacDowell Colony, un ritiro residenziale a Peterborough per artisti, e la Cattedrale dei Pini di Rindge, un santuario all'aperto dedicato alle vittime di guerra del paese. Ogni regione è ufficialmente organizzata e finanzia le proprie attività promozionali. La White Mountain National Forest occupa più di un decimo della superficie dello Stato ed è quasi disabitata.